# La sala dels paons
Harmonia en blau i or: la sala dels Paons és una obra mestra d'art mural decoratiu de James Abbott McNeill Whistler. Es tracta d'una sala amb panells pintats amb una paleta rica i unificada de tons blau-verds, acompanyada de detalls daurats amb pa d'or. Pintada durant els anys 1875 i 1877, actualment és considerada com un gran exemple de l'estil anglojaponès, per bé que l'obra és resultat d'un encàrrec fet per Frederick Leyland, el propietari de l'emplaçament, a Whistler, en tant que el resultat de l'esquema decoratiu, elaborat inicialment per Thomas Jeckyll (1927-1881), no el va satisfer. Leyland va demanar a Whistler que fes petits canvis per harmonitzar la sala; la seva funció inicial era la de mostrar la col·lecció de porcellana del propietari.

## Història
No obstant això, Whistler va deixar córrer la seva imaginació, i va pintar sobre els plafons de pell de Còrdova del segle XVI que cobrien la sala portats a Anglaterra per Caterina d'Aragó i que Leyland havia comprat per 1.000 lliures esterlines:
| «                        | Senzillament vaig continuar pintant. Vaig continuar sense dibuixar o esbossar-ho tot, amb tanta llibertat… I l'harmonia del blau i el daurat… Vaig oblidar-ho completament tot de tanta joia que sentia. | » |
| — James McNeill Whistler | |   |

Leyland es va mostrar sorprès per les "millores". L'artista i el patró van discutir amb tal violència sobre la sala i els honoraris pel treball realitzat que la relació entre ambdós es va trencar. Això no obstant, en un moment determinat, Whistler va tornar a entrar a l'immoble de Leyland per pintar dos paons lluitant, representant l'artista i el seu patró en tant que l'un sosté un pinzell i l'altre una bossa de diners.
| «                        | T'he fet famós. El meu treball et sobreviurà quan caiguis en oblit. De tota manera, potser per sort, en els temps que vindran seràs recordat com el propietari de la sala dels Paons. | » |
| — James McNeill Whistler | |   |

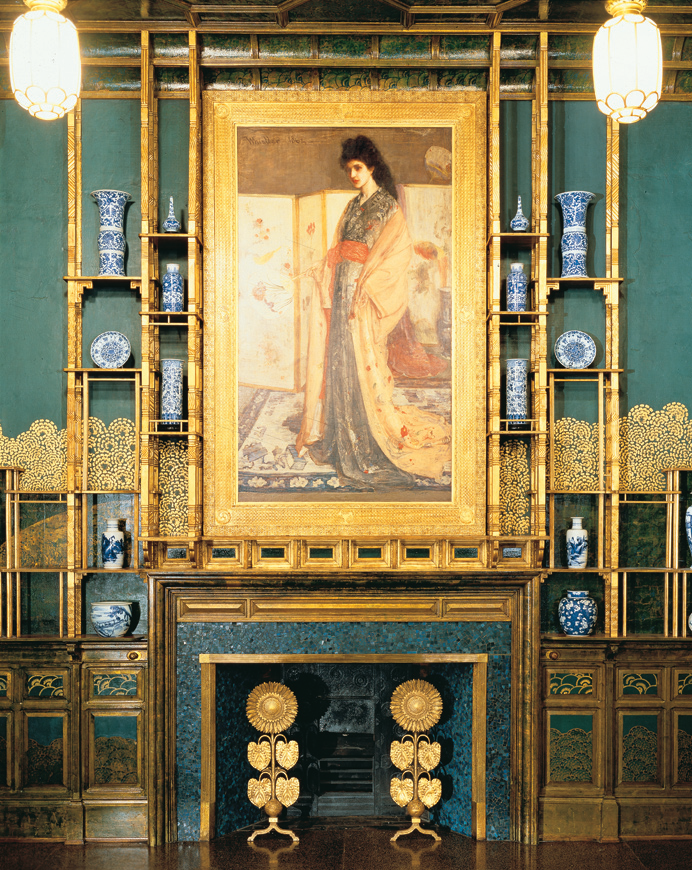
La princesa del país de la Porcellana, a la sala dels Paons (Freer Gallery of Art, Washington DC)

Un ingredient afegit al drama fou l'admiració que Whistler sentia per Frances, l'esposa de Leyland, que va deixar el seu marit l'any 1879. Un altre ingredient fou al mateix Jeckyll que, sorprès per com havia quedat la "seva" sala, va tornar a casa seva i fou trobat al terra del seu estudi cobert amb pa d'or. La bogeria que va patir els darrers anys de la seva vida ha estat relacionada en algunes biografies amb aquest episodi.
Posteriorment, l'industrial i esteta estatunidenc Charles Lang Feer va comprar la peça central de la sala, una pintura de Whistler titulada La princesa del país de la Porcellana, i l'any 1904 va comprar la sala sencera als hereus de Leyland. Freer va instal·lar la sala a la seva mansió de Detroit, i després de la seva mort, l'any 1919, la sala dels Paons es va instal·lar definitivament a la Freer Gallery of Art del Smithsonian Institution de Washington DC, que va obrir-se al públic l'any 1923. D'altra banda, Whistler va realitzar una caricatura de grans dimensions titulada The Gold Scab: Eruption in Frilthy Lucre, en què mostra Leyland retratat com un paó antropomorf que toca el piano (en al·lusió al gust de Leyland per les camises amb serrells), i és conservada al Museu de Belles Arts de San Francisco.